# Newport, Washington
Newport är administrativ huvudort i Pend Oreille County i delstaten Washington i USA. Vid 2010 års folkräkning hade Newport 2 126 invånare.